# Escola Gaúcha de Direito
A Escola Gaúcha de Direito é reconhecida nacionalmente como um centro de excelência no ensino jurídico, formando profissionais com grande capacidade técnica e acentuada visão crítica. A alta qualificação dos professores – que em quase sua totalidade possuem titulação de Doutor – e o excelente nível dos alunos garantem o prestígio dos cursos oferecidos.
A Escola é referenciada, também, como grande polo de debates jurídicos, já tendo recebido em seus eventos, grandes expoentes do mundo jurídico, como o jurista Matthew Krammer, professor titular de Filosofia do Direito na Universidade de Cambridge e membro da Academia Britânica de Ciências, o político Vicente Bogo, deputado-federal constituinte, entre outros.

## Pesquisa
Originalmente organizado como centro de pesquisas jurídicas, atualmente a Escola Gaúcha de Direito conta com quatro linhas de pesquisa:
1. Fundamentos Filosóficos do Direito Público e da Constituição;
2. Fundamentos do Processo Penal e Crítica Criminológica do Direito Penal;
3. Direitos das Pessoas com Deficiência: Das Teorias de Justiça às Políticas Públicas;
4. Novos Paradigmas do Direito Ambiental.

## Pós-Graduação
Atualmente, a Escola oferece o programa de Especialização em Jurisdição Constitucional e Tutela dos Direitos Fundamentais. Oferta 50 vagas com ingresso semestral. O programa é ofertado na modalidade virtual síncrona, contando com grandes expoentes do direito em seu quadro de professores.